# 79996 Vittoria
79996 Vittoria è un asteroide della fascia principale. Scoperto nel 1999, presenta un'orbita caratterizzata da un semiasse maggiore pari a 2,8984413 au e da un'eccentricità di 0,0291675, inclinata di 0,77762° rispetto all'eclittica.